# Wait (canção de The Beatles)
"Wait" é uma canção dos Beatles, lançada em dezembro de 1965 no álbum Rubber Soul. Foi gravada em 17 de junho do mesmo ano sendo composta por John Lennon e Paul McCartney. Descreve as aflições de McCartney com sua então namorada enquanto ele está fora.
A música foi originalmente gravada para o álbum Help! em junho de 1965.

## Ficha técnica
De acordo com Ian MacDonald:
- John Lennon – vocal, guitarra rítmica
- Paul McCartney – vocal, baixo
- George Harrison – guitarra solo
- Ringo Starr – bateria, maraca, pandeiro